# Olov Hedberg
Karl Olov Hedberg, född 19 oktober 1923 i Västerås, död 24 september 2007, 
var en svensk botaniker, taxonomiker, författare och professor i systematisk botanik vid Uppsala universitet från 1970 till 1989. Han promoverades till jubeldoktor vid Uppsala universitets Linnépromotion 2007. 
1953 gifte han sig med docent Inga Hedberg född Holmbäck 1927. Han inspirerade henne med sin forskning som han började på den översta delen av de östafrikanska bergen.
Artbildningsproblem på de isolerade östafrikanska bergsmassiven kom att bli det centrala i Hedbergs forskning, även om han skrev åtskilligt också om nordisk och arktisk flora. Han invaldes 1981 som ledamot av Kungliga Vetenskapsakademien.